# The Look of Love (bài hát 1967)
"The Look of Love" là một bài hát được yêu chuộng, soạn nhạc bởi Burt Bacharach, Hal David viết lời và được ca sĩ nhạc pop người Anh Dusty Springfield trình diễn trong cuốn phim James Bond Casino Royale năm 1967. Năm 2008, bài hát được đưa vào Grammy Hall of Fame. Nó cũng được đề cử Best Song trong Academy Awards 1968.

## Soạn nhạc
Nhạc được viết bởi và ban đầu được dự định là một bài nhạc không lời. Nhưng sau đó Hal David viết lời cho bài hát, và bài hát đã được xuất bản vào năm 1967. Theo Bacharach, giai điệu được lấy cảm hứng từ việc xem Ursula Andress trong một phiên bản cắt chọn ban đầu của cuốn phim .